# Wilhelm Lachnit

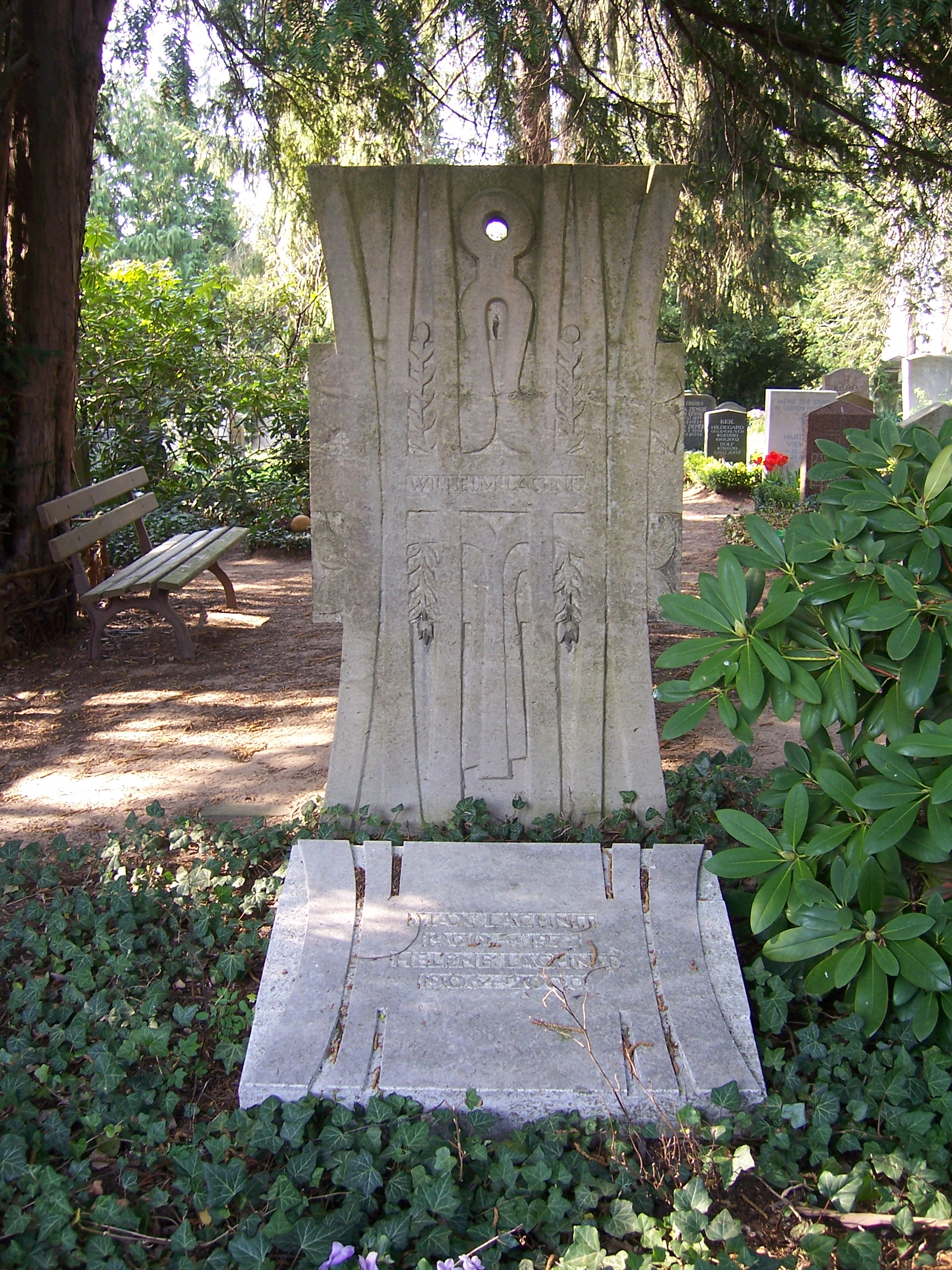
Graf van Wilhelm en Max Lachnit. Loschwitzer Friedhof, Dresden

Wilhelm Lachnit (Gittersee, 12 november 1899 — Dresden, 14 november 1962) was een Duitse kunstschilder, die vooral in de omgeving Dresden actief was. In eerste instantie maakte hij schilderijen en etsen, later ook muurschilderingen, houtsneden en kort voor zijn dood ook op klein formaat monoprints.

## Biografie
Lachnit werd geboren als derde kind van een timmerman in Gittersee. Een broer van hem, Max Lachnit (1900-1972), zou uitgroeien tot een bekende architect en beeldhouwer ook in de omgeving van Dresden. Lachnit werkte vanaf 1918 als decoratieschilder en volgde hij cursussen aan de Kunstgewerbeschule in Dresden. Daar had hij onder andere les van Richard Guhr en Georg Oehme. In 1919 raakte hij betrokken bij de Dresdner Sezession Gruppe en maakte hij kennis met Otto Dix, Conrad Felixmüller en Otto Griebel. In 1921 werd hij student aan de Hogeschool voor Beeldende Kunst in Dresden en werd hij masterstudent onder Richard Dreher. Na zijn afstuderen werd Lachnit ook politiek actief en trad hij toe tot de KPD. Zijn werk uit deze periode kan worden beschouwd als onderdeel van het verisme binnen de "Nieuwe Zakelijkheid" Zijn werk werd tentoongesteld in onder meer Parijs, Düsseldorf, Amsterdam en Dresden.
In 1929 is hij mede-oprichter van een lokale afdeling in Dresden van de Assoziation revolutionärer bildender Künstler (Asso), een samenwerkingsverband van kunstenaars die lid waren van de KPD. Nadat in 1933 de Asso werd verboden door het nationaalsocialistische regime werd het werk van Lachnit geclassificeerd als Entartete Kunst en in beslag genomen. Lachnit werd zelf gearresteerd en kwam na zijn vrijlating onder toezicht van de Gestapo en werkte onder meer als tentoonstellingsontwerper.
Tijdens het bombardement op Dresden in 1945 gingen veel van zijn werken verloren. Twee van zijn werken uit 1923 zijn in 2012 terug in de publieke aandacht gekomen als gevolg van de Schwabinger Kunstfund gedurende een onderzoek naar de kunstverzameling van Cornelius Gurlitt (kunstverzamelaar). Het gaat hierbij om de aquarellen Meisje aan tafel en Man en vrouw aan het raam.
Het werk van Lachnit wordt kort na de Tweede Wereldoorlog gekenmerkt, net als bij vele andere Oost-Duitse schilders, door thema's als rouw, verdriet en het zowel collectief als individueel lijden, als reactie op de afschuwelijke gebeurtenissen. Een voorbeeld van zijn werk uit deze periode is "De Dood van Dresden" (1945) dat in het bezit is van de Staatliche Kunstsammlungen Dresden en tentoon wordt gesteld in het Albertinum (Galerie Neue Meister).
In 1947 werd Lachnit hoogleraar schilderkunst aan de Hogeschool in Dresden. Onder zijn bekendste studenten behoorden schilders als Strawalde en Harald Metzkes.
In 1962 kwam Lachnit te overlijden aan een hartaanval en ligt hij begraven op de Loschwitzer Friedhof, samen met zijn broer Max.
- Biblioteca Nacional de España: XX1514268
- Gemeinsame Normdatei: 118725823
- International Standard Name Identifier: 0000 0000 6676 9438
- Library of Congress Control Number: n87137149
- Nationale Bibliotheek van Israël: 987007460004405171
- Nationale Bibliotheek van Polen: a0000002285535
- Nederlandse Thesaurus van Auteursnamen: 114395721
- Réseau des bibliothèques de Suisse occidentale: 02-A018627955
- RKD-Nederlands Instituut voor Kunstgeschiedenis: 47261
- SNAC: w6t27g9f
- Système universitaire de documentation: 148076939
- Union List of Artist Names: 500032474
- Virtual International Authority File: 42632992
- WorldCat: E39PBJhCJGPFvjyYQtM98krjG3